# Club Atlético La Paz
El Club Atlético La Paz es un equipo de fútbol mexicano que juega en la Liga de Expansión MX. Tiene su sede en el Estadio Guaycura en La Paz, Baja California Sur.

## Historia
El 20 de abril de 2022 el Grupo Orlegi anunció la venta de la franquicia Tampico Madero Fútbol Club debido a los problemas que se habían presentado en el Estadio Tamaulipas desde finales del 2021.
El día posterior se anunció la compra de la franquicia por parte del empresario Arturo Lomelí, fundador y director general de Tequila Clase Azul, quien en ese tiempo también era el propietario del Mazorqueros Fútbol Club que participaba en la Segunda División de México. Tras darse a conocer el acto se anunció que el equipo pasaría a llamarse Club Atlético La Paz y se mudaría al estado de Baja California Sur para debutar en el Torneo Apertura 2022 siempre y cuando la asamblea de dueños aprobara la compra.
Luego de anunciarse el movimiento se informó que el equipo estaría conformado principalmente por jugadores del Mazorqueros F. C., algunos futbolistas procedentes del Tampico Madero, además de la posibilidad de incorporar deportistas que habían formado parte de equipos de la Primera División.
Aunque desde algunos de medios de comunicación se puso en duda la incorporación del equipo debido a que el estadio de la ciudad no cumple con el aforo solicitado por la Liga de Expansión MX, el 1 de junio de 2022 la asamblea de dueños de la Liga de Expansión aprobó la compra de la franquicia, por lo que el Atlético La Paz fue confirmado como nuevo miembro de la categoría de plata del fútbol mexicano.
Se trata del segundo equipo de fútbol profesional en la ciudad de La Paz, luego de La Paz Fútbol Club que participó entre 2019 y 2020 en la Serie B de México y que desapareció por la crisis económica derivada de la Covid-19.  Anteriormente algunos equipos profesionales habían buscado establecer cuadros de fuerzas básicas en la entidad, pero no lograron concretar sus propuestas, por lo que Baja California Sur ha sido el estado mexicano con una menor penetración de equipos profesionales de fútbol.
El equipo disputó su primer partido el 25 de junio de 2022, cuando fue derrotado por 1-3 ante el Mazatlán Fútbol Club en el marco de la Copa del Pacífico, un trofeo de carácter amistoso creado por el propio club para presentar a la plantilla ante la afición local.
El primer juego oficial del Atlético La Paz se presentó el 30 de junio en el Estadio de la Ciudad de los Deportes de la Ciudad de México, en ese encuentro el equipo paceño fue derrotado por el Atlante Fútbol Club con un marcador de 3-0. El primer gol oficial en la historia del equipo llegó el 13 de julio cuando el defensa José Daniel Hernández anotó en el minuto 4 del juego ante el Club Deportivo Leones Negros de la U. de G., el partido finalizó con un marcador de 2-2.
El equipo consiguió su primera victoria oficial el 23 de agosto de 2022, cuando el conjunto paceño derrotó a Raya2 Expansión con un marcador de 1-0, el mediocampista Fernando Monárrez se encargó de hacer efectivo el primer triunfo del club.
El Atlético La Paz logró clasificarse a su primera liguilla en el Torneo Apertura 2023 en donde alcanzaron a jugar el segundo partido de la ronda de play-in, tras eliminar a los Correcaminos de la UAT en su primer juego, sin embargo, fueron eliminados por los Venados de Yucatán en el encuentro definitivo para entrar a los cuartos de final.
Para el Clausura 2024 el Atlético La Paz volvió a clasificarse a la ronda de play-in, quedándose a una diferencia de dos goles de los puestos de liguilla directa. Tras perder el primer juego del play-in ante Mineros de Zacatecas, el cuadro paceño jugó un segundo partido ante Alebrijes de Oaxaca, derrotando al equipo oaxaqueño con un marcador de 3-2, entrando por primera ocasión en su historia a la ronda final de la Liga de Expansión. En cuartos de final La Paz derrotó a Venados por un global de 6-3, quedando a 180 minutos de la final por el título, sin embargo, en semifinales el Atlético fue eliminado por los Leones Negros de la U. de G. con un global de 4-2, cerrando la mejor participación del equipo hasta el momento.

## Instalaciones
El Club Atlético La Paz tiene su sede en el Estadio Guaycura, un estadio de fútbol localizado en La Paz, Baja California Sur. Cuenta con una capacidad de 5,500 espectadores y forma parte de la Villa Deportiva de La Paz. En 2018, el estadio fue sometido un proceso de remodelación y modernización con el objetivo de cumplir los requisitos necesarios para autorizar su uso como sede de fútbol profesional en el fútbol mexicano, se colocaron cinco mil butacas, se instaló iluminación LED, vestidores, palcos, servicios sanitarios y se habilitó una zona destinada a personas de movilidad reducida.

## Jugadores

### Altas y bajas: Apertura 2025
| Altas             | Altas         | Altas           | Altas           |
| Jugador           | Posición      | Procedencia     | Tipo            |
| ----------------- | ------------- | --------------- | --------------- |
| Jonathan Estrada  | Portero       | Club América    | Fin de préstamo |
| Sergio Vázquez    | Defensa       | Tepatitlán F.C. | Libre           |
| Oscar Millán      | Mediocampista | Tlaxcala F.C.   | Libre           |
| Daniel Álvarez    | Mediocampista | Tepatitlán F.C. | Traspaso        |
| Abraham Bass      | Mediocampista | Atlas F.C.      | ?               |
| Martín Barragán   | Delantero     | Celaya F.C.     | Libre           |
| Fernando Illescas | Delantero     | S.D. Aucas      | Libre           |

| Bajas              | Bajas         | Bajas            | Bajas           |
| Jugador            | Posición      | Destino          | Tipo            |
| ------------------ | ------------- | ---------------- | --------------- |
| Pedro Aguilar      | Portero       | Lobos ULMX       | Fin de contrato |
| Leonardo Palestina | Portero       | Club América     | Fin de préstamo |
| Juan Zamudio       | Defensa       | Bandera de ?     | Fin de contrato |
| Jorge Cruz         | Defensa       | Bandera de ?     | Fin de contrato |
| Pedro Ruiz         | Defensa       | Bandera de ?     | Fin de contrato |
| Gibrán Velasco     | Mediocampista | Bandera de ?     | Fin de contrato |
| Josué Arana        | Mediocampista | Bandera de ?     | Fin de contrato |
| Iván Acero         | Mediocampista | Bandera de ?     | Fin de contrato |
| Elías Hernández    | Mediocampista | Bandera de ?     | Fin de contrato |
| Nahúm Gómez        | Mediocampista | Real Estelí F.C. | Fin de contrato |
| Mario González     | Mediocampista | Bandera de ?     | Fin de contrato |

## Temporadas
| Apertura 2022 | 2.Liga de Expansión MX | 16°.            |
| Clausura 2023 | 2.Liga de Expansión MX | 14°.            |
| Apertura 2023 | 2.Liga de Expansión MX | 10°. (Play-In)  |
| Clausura 2024 | 2.Liga de Expansión MX | 7°. (Semifinal) |
| Apertura 2024 | 2.Liga de Expansión MX | 13°.            |
| Clausura 2025 | 2.Liga de Expansión MX | 14°.            |